# CoolAugustMoon, from the music of Brian Eno
coolAugustMoon, from the music of Brian Eno è un album discografico del pianista compositore Arturo Stalteri, pubblicato nel 2000 da Materiali Sonori.

## Il disco
È dedicato a Brian Eno che lo ha approvato e inserito nella propria discografia ufficiale. Il progetto prevede l'arrangiamento per pianoforte e piccolo ensemble di alcune composizioni dell'artista inglese. L'edizione giapponese, pubblicata dalla NETWORK, contiene tre bonus a firma di Stàlteri e Arlo Bigazzi. All'interno il libretto coolDiaryMoon che racconta la nascita e l'evoluzione del lavoro.

## Tracce
Musiche di Brian Eno; edizioni musicali Materiali sonori.
1. Becalmed – 1:26 (musica: Arturo Stàlteri)
2. Julie with... – 8:03 (musica: Arturo Stàlteri) – Arlo Bigazzi basso elettrico, co-arrangiamento, Paolo Corsi batteria
3. Sparrowfall #1 – 1:27 (musica: Arturo Stàlteri) – Laura Pierazzuoli e Damiano Puliti violoncelli
4. Sparrowfall #2 – 3:05 (musica: Arturo Stàlteri) – Laura Pierazzuoli e Damiano Puliti violoncelli, Vieri Bugli violino, Arlo bigazzi basso elettrico
5. Another green world – 2:59 (musica: Arturo Stàlteri)
6. St. Elmo's fire – 3:43 (musica: Arturo Stàlteri sintetizzatore) – Laura Pierazzuoli violoncello, Stefano Rocchi fagotto, Paolo Corsi batteria, Arlo Bigazzi basso elettrico, Vieri Bugli violino, Lorenzo Tommasini campane tibetane
7. Zawinul/Lava – 3:37 (musica: Arturo Stàlteri) – Arlo Bigazzi basso elettrico, e-bow
8. On some faraway beach – 4:06 (musica: Arturo Stàlteri) – Stefano Rocchi fagotto, Arlo Bigazzi basso elettrico, Laura Pierazzuoli e Damiano Puliti violoncelli, Vieri Bugli violino
9. Roman twilight – 4:06 (musica: Arturo Stàlteri)
10. Garden recalled – 3:28 (musica: Arturo Stàlteri) – Arlo Bigazzi basso, e-bow, vinyl, co-arrangiamento
11. An ending (Ascent) – 4:49 (musica: Arturo Stàlteri) – Damiano Puliti violoncello
12. Here come the warm jets – 2:59 (musica: Arturo Stàlteri sintetizzatore) – Laura Pierazzuoli e Damiano Puliti violoncelli, Stefano Rocchi fagotto, Vieri Bugli violino, Paolo Corsi batteria
13. Decentre – 3:34 (musica: Arturo Stàlteri)
14. From the same hill – 3:53 (musica: Arturo Stàlteri) – Vieri Bugli violino
15. Sparrowfall #3 – 2:04 (musica: Arturo Stàlteri)

Durata totale: 53:19
L'edizione giapponese contiene inoltre
Musiche di Arturo Stàlteri e Arlo Bigazzi; edizioni musicali Materiali sonori.
1. Moonscape #3 – 2:57 (musica: Arturo Stàlteri e Arlo Bigazzi) – Arturo Stàlteri sintetizzatore, Damiano Puliti violoncello, Orio Odori clarinetto, Arlo Bigazzi basso elettrico, sintetizzatore, co-arrangiamento
2. Before and after silence – 4:18 (musica: Arturo Stàlteri e Arlo Bigazzi) – Arturo Stàlteri sintetizzatore, Arlo Bigazzi e-bow, co-arrangiamento
3. Stregatto – 3:52 (musica: Arturo Stàlteri e Arlo Bigazzi) – Leonardo Piras chitarre acustica ed elettrica, Arlo Bigazzi sintetizzatore, co-arrangiamento

Durata totale: 11:07